# Die Ferien meiner Frau
Die Ferien meiner Frau (Alternativtitel: Deine Lippen küssen so heiß) ist ein dänischer Film vom Regisseur John Hilbard, der im Jahr 1967 in Dänemark gedreht und von A/S Palladium produziert wurde.

## Handlung
Allan Thorsen hat Probleme mit seiner Frau Bodil. Er sucht Trost bei der hübschen Antiquariatshändlerin Tenna, in die er sich verliebt hat. Um die Scheidung mit seiner Frau so schnell wie möglich zu erreichen, versucht er in den gemeinsamen Skiferien in Norwegen einen neuen Lebensgefährten für seine Frau zu finden. Aber als sich tatsächlich ein Mann in Bodil verliebt, geht sein Plan nach hinten los, Allan wird eifersüchtig und versucht das Herz von Bodil zurückzuerobern.

## Kritiken
- Filmdienst: „Passable Komödienunterhaltung“
- Evangelischer Filmbeobachter: „Dänisches Bunt-Lustspiel, das hübsch und nett, aber auch etwas fad und phantasielos ist.“[1]